# Titus Sextius Africanus
Titus Sextius Africanus (* wohl vor 16; † nach 61) war ein römischer Politiker der neronischen Zeit und Suffektkonsul des Jahres 59.

## Familie und Privatleben
Titus Sextius Africanus, Tacitus zufolge „ein Jüngling edlen Geschlechts“, war sicher ein Nachkomme des Titus Sextius, der im Jahr 44 v. Chr. die Provinz Africa Nova (Numidien) verwaltete und 42 die Provinz Africa Vetus eroberte, und wohl der Großvater des ebenfalls Titus Sextius Africanus genannten ordentlichen Konsuls des Jahres 112 n. Chr.
Anfang der 50er Jahre entspann sich ein Verhältnis mit der etwa gleichaltrigen Iunia Silana, die Tacitus als Dame „aus edlem Geschlecht, ausgezeichnet durch Herkunft, Schönheit, Zügellosigkeit“ charakterisiert. Allerdings wurde Titus Sextius Africanus durch die Kaisermutter Agrippina die Jüngere von der geplanten Eheschließung abgebracht, „sie unzüchtig und ältlich nennend, nicht um Africanus sich selbst vorzubehalten, sondern damit ihm nicht als Ehemann der Reichtum und die Kinderlosigkeit Silanas zugute käme“.

## Laufbahn
Im Jahr 59 übte Titus Sextius Africanus – nicht lange nach der Ermordung Agrippinas durch Nero – von Juli bis Dezember zusammen mit Marcus Ostorius Scapula das Amt eines nachgerückten Konsuls aus.
61 führte er zusammen mit Quintus Volusius Saturninus (Konsul 56) und Marcus Trebellius Maximus (Suffektkonsul 55 und späterer Statthalter von Britannia) in Gallien den Zensus durch. „Volusius und Africanus suchten an Adel den Rang einander streitig zu machen, den Trebellius, den beide verachteten, erhoben sie dadurch nur über sich.“
Titus Sextius war auch Mitglied der Arvalbrüder. Sein genaues Todesdatum ist unbekannt.